# Privilegium fori
Un privilegium fori ("privilegio del fuero") es un término latino genérico que designa los privilegios legales para ser juzgado en un determinado tribunal o tipo de tribunal de justicia.
Normalmente, se trata de una aplicación del principio del juicio entre iguales, ya sea por un jurado de ese tipo o, al menos, por un tribunal específico de ese segmento social, como juicio a un soldado por un consejo de guerra, o un clérigo por un tribunal eclesiástico de su propio obispo.

## Historia
Según la tradición, fue la generosidad de Constantino la que sustrajo a los clérigos de la jurisdicción de los jueces laicos y esta línea se estableció entonces en la época bizantina. En el plano teológico, el privilegium fori deriva de la voluntad de Cristo de establecer la Iglesia como sociedad perfecta. Esta doctrina fue afirmada a menudo por los romanos pontífices, sin olvidar a Pío IX en el Syllabus (1864).
En la Edad Media, el principio fue aplicado ampliamente. De hecho, en esta época, el principio de igualdad de todos los ciudadanos ante la ley era aún desconocido. La sociedad estaba dividida en clases separadas y no existía una legislación uniforme. Usualmente, los mercaderes debían ser juzgados por mercaderes y así sucesivamente.

## Derecho canónico
El privilegium fori era uno de los privilegios eclesiásticos (privilegios de que goza el clero) del derecho canónico de la Iglesia católica: un miembro del clero tenía un tribunal especial en causas civiles y penales ante un juez eclesiástico.
Este privilegio se basaba en disposiciones del derecho imperial tardorromano], que se abrieron camino en el derecho eclesiástico, recibiendo una codificación preliminar en el Decreto de Graciano (Decretum Gratiani, 1140 - 1142), aunque papas posteriores continuaron ajustando los términos del privilegio.